# Slakkers
De Slakkers (Engels: the Slug Club) is een clubje van de favoriete leerlingen van Professor Slakhoorn in de Harry Potterboeken van de Britse schrijfster J.K. Rowling.
Slakhoorn, de leraar Toverdranken tijdens het zesde schooljaar van Harry Potter, is een man die graag "trofeeën" om zich heen verzamelt, dat wil zeggen dat hij ervan houdt om zich te omringen met belangrijke mensen. Hij spreidt ook maar al te graag tentoon hoeveel beroemdheden hij tot zijn kennissenkring kan rekenen.
In Harry Potter en de Halfbloed Prins ontmoet Harry Professor Slakhoorn al voordat hij weer naar Zweinstein gaat, en Slakhoorn is direct geïnteresseerd in Harry, die door de hele Magische wereld "De Uitverkorene" wordt genoemd. Wanneer Harry Slakhoorn weer ontmoet in de Zweinsteinexpres onderweg naar school, nodigt Slakhoorn hem uit om gezamenlijk de lunch te gebruiken in zijn coupé. Wanneer Harry daar aankomt ziet hij nog meer schoolgenoten. Allen blijken zij belangrijke familieleden te hebben die het voor Slakhoorn interessant maken om met hen om te gaan.
Gedurende het schooljaar geeft Slakhoorn regelmatig "kleine feestjes" zoals hij dat zelf noemt, en nodigt zeer selectief zijn favorieten uit. Naarmate het jaar vordert komen daar onder andere nog Hermelien Griffel en Ginny Wemel bij, waaruit blijkt dat hij niet alleen afgaat op belangrijke familiebanden maar ook oog heeft voor talent.
Tot grote ergernis van Draco Malfidus weigert Slakhoorn categorisch om leerlingen toe te laten die connecties hebben met Dooddoeners.

## Oud-Slakkers
De meeste van de "oud-Slakkers" weten het ver te schoppen. Zo zijn er veel die uiteindelijk op het Ministerie van Toverkunst zijn gaan werken, of aanvoerder van een Zwerkbalteam uit de landelijke competitie zijn geworden. Slakhoorn heeft op deze manier een flink netwerk om zich heen weten te bouwen, waardoor hij zich steeds van de laatste nieuwtjes op de hoogte weet te stellen.
enkele oud-Slakkers zijn:
- Marten Vilijn
- Lucius Malfidus
- Arduin
- Rabastan en/of Rodolphus van Detta
- Lily Potter
- Elias Mier (schrijver van Bloedbroeders: Mijn Leven Tussen de Vampiers)
- Dirk Kramer (hoofd Contactpunt Kobolden)
- Barnabas Botterijk (hoofdredacteur van de Ochtendprofeet)
- Ambrosius Flier (eigenaar Zacharinus' Zoetwarenhuis)
- Gwendoline Jacobs (aanvoerster van de Holyhead Harpies, een bekend Zwerkbalteam uit Wales)
- Regulus Zwarts

## Huidige Slakkers
- Harry Potter
- Benno Zabini
- Marcel Lubbermans
- Magnus Stoker
- Ginny Wemel
- Alfons Gasthuis
- Hermelien Griffel